# Peter Karmanos, Jr.
Peter J. Karmanos, Jr., född 1943 i Detroit, Michigan, är en amerikansk affärsman och entreprenör.
1973 startade Karmanos, Jr. med två kolleger Compuware Corporation, som är ett mjukvaruföretag som inriktar sig på IT-lösningar till större företag. Compuware har årliga intäkter på över $1 miljard och sysselsätter över 4 000 anställda.
Karmanos, Jr. har varit involverad i amerikansk ishockey sedan slutet av 1970-talet, och prisades 1998 av NHL med Lester Patrick Trophy för sina insatser inom den amerikanska hockeyn. 1994 köpte han in sig som majoritetsägare i Hartford Whalers som då spelade i NHL, två år senare flyttades laget till Raleigh, North Carolina när Whalers inte var tillräckligt lönsamt för att vara kvar i Hartford, Connecticut. Klubben fick namnet Carolina Hurricanes och vann Stanley Cup direkt efter lockoutsäsongen. Karmanos, Jr. äger även majoriteten av Florida Everblades i ECHL och Plymouth Whalers i OHL.